# Port lotniczy Moskwa-Domodiedowo

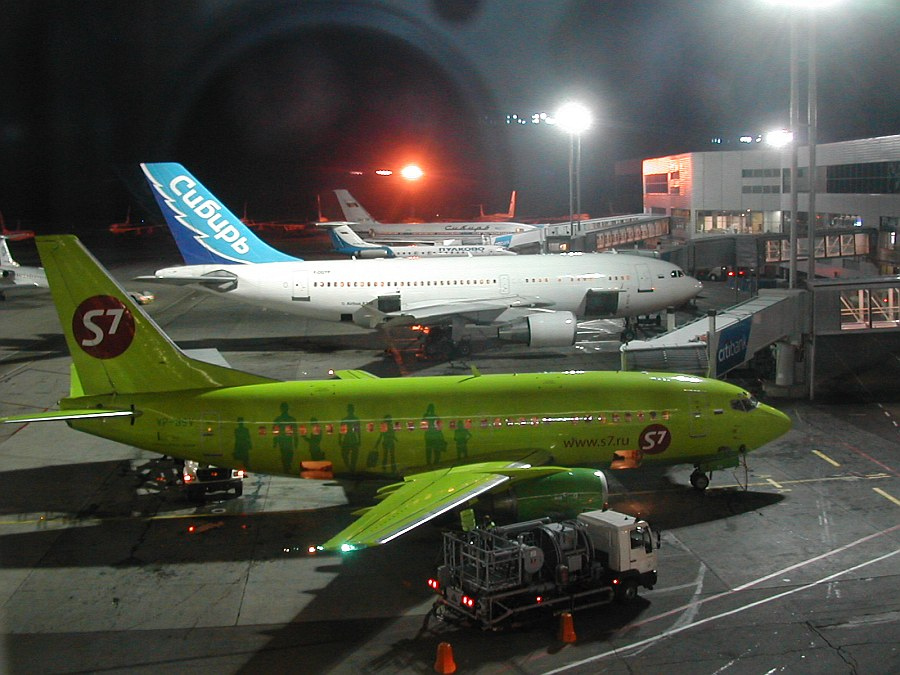
Samoloty linii S7 na lotnisku Domodiedowo w sierpniu 2005. Na pierwszym planie Boeing 737 w nowych barwach linii, za nim Airbus A310-300 w starszym malowaniu. Ten właśnie samolot (rej. F-OGYP) rozbił się na lotnisku w Irkucku w 2006

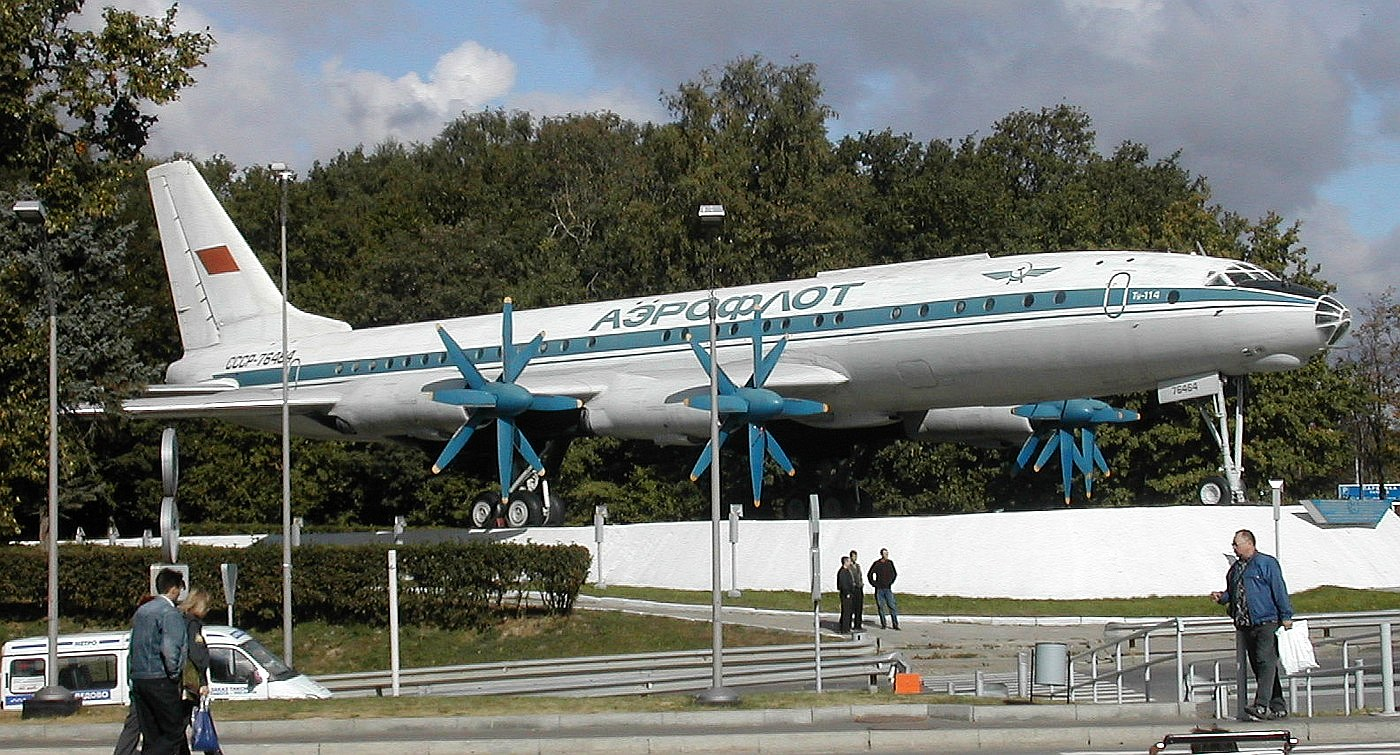
Tu-114 w barwach Aerofłotu jako pomnik na lotnisku Domodiedowo 2005. Samolot został niedawno oddany na złom, a w tym samym miejscu rozpoczęła się budowa parkingu

Port lotniczy Moskwa-Domodiedowo (ros. Аэропорт Домоде́дово, ang. Domodedovo International Airport, kod IATA: DME, kod ICAO: UUDD) – międzynarodowy port lotniczy położony na terytorium Domodiedowa, w obwodzie moskiewskim, w Rosji, 42 km na południowy wschód od centrum Moskwy. Domodiedowo to największe lotnisko w Rosji i byłego ZSRR pod względem ruchu pasażerskiego i towarowego (30,76 miliona pasażerów skorzystało z lotniska w 2013 roku, co oznacza wzrost o 9,2% od 2012 r.), i jest jednym z trzech głównych portów lotniczych w Moskwie wraz z Szeremietiewo i Wnukowo.

## Historia
Oficjalne otwarcie nastąpiło w 1965. W końcu 1975 swój inauguracyjny lot do Ałma-Aty odbył stąd radziecki samolot ponaddźwiękowy Tu-144. W 1996 dworzec lotniczy sprywatyzowano (dzierżawa na 75 lat) i od tego momentu zaczął się jego dynamiczny rozwój.

## Terminale
Lotnisko Domodiedowo ma jeden budynek terminala, zawierający odpowiednio dwie oddzielne hale dla lotów krajowych (i niektórych byłych krajów Republiki Radzieckiej) oraz dla lotów międzynarodowych,. Ma łącznie 22 rękawy lotnicze.

## Linie lotnicze i kierunki lotów
Domodiedowo obsługuje głównie ruch krajowy, choć obecnie, także jeśli chodzi o liczbę pasażerów obsłużonych w ruchu międzynarodowym, zajmuje pierwsze miejsce przed Szeremietiewem.

### Nowe linie lotnicze
Ze względu na nowoczesność i wygodę pasażera od pewnego czasu z Domodiedowa korzysta coraz więcej linii międzynarodowych w tym zachodnich przewoźników. W lipcu 2007, Lufthansa ogłosiła zamiar przeniesienia swoich moskiewskich operacji z Szeremietiewa do Domodiedowa od 31 marca 2008, w tym trasy: Berlin-Tegel, Düsseldorf, Frankfurt nad Menem, Hamburg i Monachium. Również Japan Airlines postąpi tak samo poczynając od grudnia 2007.
Także American Airlines ogłosiły 16 października 2007 trasę z Chicago-O’Hare do Domodiedowa od 2 czerwca 2008.

### Rejsowe
| Linia lotnicza        | Kierunek |
| --------------------- | --- |
| Air Arabia            | 1. Abu Zabi 2. Szardża |
| Alexandria Airlines   | 1. Szarm el-Szejk |
| Avia Traffic Company  | 1. Biszkek 2. Osz |
| Azerbaijan Airlines   | 1. Baku |
| Belavia               | 1. Mińsk |
| Corendon Airlines     | Sezonowe czartery: 1. Antalya 2. Bodrum 3. Dalaman |
| EgyptAir              | 1. Kair 2. Hurghada 3. Szarm el-Szejk |
| El Al                 | 1. Tel Awiw |
| Emirates              | 1. Dubaj |
| Ethiopian Airlines    | 1. Addis Abeba |
| FlyOne                | 1. Erywań |
| Gulf Air              | 1. Bahrajn |
| IrAero                | 1. Antalya 2. Baku 3. Gandża 4. Stambuł 5. Kyzył 6. Lenkoran Sezonowo: 1. Adana |
| Izhavia               | 1. Iżewsk 2. Machaczkała |
| Jazeera Airways       | 1. Kuwejt |
| NordStar              | 1. Krasnojarsk 2. Kurgan 3. Machaczkała 4. Mineralne Wody 5. Norylsk 6. Sankt Petersburg 7. Samara 8. Soczi 9. Ufa |
| Panorama Airways      | 1. Namangan 2. Samarkanda |
| Red Wings             | 1. Antalya 2. Barnauł 3. Batumi 4. Stambuł 5. Kutaisi 6. Soczi 7. Taszkent 8. Tel Awiw 9. Ufa 10. Jekaterynburg 11. Erywań Sezonowe czartery: 1. Phuket |
| Rossija               | 1. Sankt Petersburg |
| Royal Air Maroc       | 1. Casablanca |
| S7 Airlines           | 1. Abakan 2. Antalya 3. Apatyty 4. Aszchabad 5. Astrachań 6. Barnauł 7. Błagowieszczeńsk 8. Brack 9. Czyta 10. Dubaj-Al Maktoum 11. Gornoałtajsk 12. Grozny 13. Irkuck 14. Stambuł 15. Królewiec 16. Kazań 17. Chodżent 18. Krasnojarsk 19. Machaczkała 20. Mińsk 21. Mirny 22. Murmańsk 23. Nadym 24. Nieriungri 25. Norylsk 26. Nowokuźnieck 27. Nowosybirsk 28. Nowy Urengoj 29. Omsk 30. Osz 31. Penza 32. Perm 33. Sankt Petersburg 34. Salechard 35. Samara 36. Saratów-Gagarin 37. Soczi 38. Tomsk 39. Ufa 40. Ułan-Ude 41. Urgencz 42. Władykaukaz 43. Wołgograd 44. Jakuck |
| Severstal Avia        | 1. Czerepowiec 2. Pietrozawodsk |
| Somon Air             | 1. Duszanbe 2. Chodżent 3. Kulab |
| Turkish Airlines      | Sezonowo: 1. Antalya |
| Turkmenistan Airlines | 1. Aszchabad |
| Ural Airlines         | 1. Barnauł 2. Biszkek 3. Błagowieszczeńsk 4. Czyta 5. Dubaj-Al Maktoum 6. Duszanbe 7. Grozny 8. Hurghada 9. Irkuck 10. Tamczy 11. Królewiec 12. Kazań 13. Chodżent 14. Kulab 15. Machaczkała 16. Mineralne Wody 17. Mińsk 18. Namangan 19. Nowosybirsk 20. Omsk 21. Osz 22. Karszy 23. Sankt Petersburg 24. Władykaukaz 25. Jekaterynburg 26. Erywań Sezonowo: 1. Gornoałtajsk 2. Ułan-Ude Sezonowe czartery: 1. Nowokuźnieck 2. Szarm el-Szejk (powrót od 14 lutego 2024) |
| UTair Aviation        | 1. Nowy Urengoj |
| Uzbekistan Airways    | 1. Taszkent |
| Yamal Airlines        | 1. Antalya 2. Nadym 3. Namangan 4. Nowy Urengoj 5. Nojabrsk 6. Salechard 7. Samarkanda |

## Dojazd
Mimo iż lotnisko położone jest raczej daleko od miasta, dojazd do niego jest dość dogodny. Lotnisko połączone jest z centrum miasta szybką koleją, która dociera bezpośrednio na Dworzec Pawelecki. Innym sposobem dojazdu jest przesiadka z metra na autobus jadący na lotnisko. Jadąc linią metra Zamoskworiecką („zieloną”) (przechodzi ona w pobliżu Placu Czerwonego oraz Dworca Białoruskiego, na który przyjeżdżają pociągi z Polski) wysiąść należy na jednym z ostatnich przystanków Domodiedowskaja. Stąd do lotniska kursują co kilka minut autobusy lub mikrobusy.

## Zamach terrorystyczny (2011)
24 stycznia 2011 roku o godzinie 16:40 czasu moskiewskiego (14:40 czasu polskiego) doszło do samobójczego zamachu. Do wybuchu doszło w hali w strefie międzynarodowej. Zginęło 35 osób, ponad 180 zostało rannych.